# Massachusetts Bay-kolonien
Massachusetts Bay-kolonien (engelsk: Massachusetts Bay Colony) var en engelsk bosættelse på østkysten af Amerika tæt på bugten Massachusetts Bay, i det sydlige New England. Kolonien opfandtes i 1628 af ejerne af Massachusetts Bay Company, og i slutningen af 1630'erne havde den ca. 20.000 indbyggere.
Massachusetts Bay-koloniens befolkning var hovedsagligt puritansk, og vælgerne måtte blive optaget i en kirke for at stemme. Af denne grund var kolonien og dens styrelse jævnligt intolerant af andre kirkesamfund som Kvækerne, Baptisterne, eller andre.
Oprindeligt havde kolonisterne gode forhold med de lokale oprindelige folk, men det varede ikke længe: efter forholdenes forværring udbrød Pequotkrigen (1636-38) og Kong Philips krig (1675-76).
På trods af krigene var kolonien økonomisk velstående, da den handlede med Mexico, Vestindien, og England. Dette sidste forhold varede heller ikke længe: politiske uenigheder med Jakob 2. affødte i 1684 tilbagekaldelse af retten til kolonistiftelse (en). Selvom den ikke havde retten til det, fortsat Massachusetts Bay-kolonien med at regere sig alene, indtil den blev i 1691, takket være kongen Vilhelm 3., igen genkendt som koloni samt smeltet sammen med Plymouth-kolonien og dele af Martha's Vineyard og Nantucket. Dermed blev kolonien til Massachusetts Bay-provinsen (engelsk: Province of Massachusetts Bay), som var styret af William Phips.